# Ферлей (Бруней)
Ферлей — офшорне нафтогазоконденсатне родовище біля північно-західного узбережжя острова Калімантан, що належить султанату Бруней. Розташоване у 45 км на північний захід від Серіа, у районі з глибинами моря 60 метрів.

## Характеристика
Відкрите в 1969 році свердловиною Fairley-1. Вуглеводні виявлені в діапазоні глибин від 1450 до 3100 метрів під морським дном. Вони містяться у більш ніж 200 покладах, що сформувались в умовах розвитку дельти річки Барам в епоху пліоцену (п'яченцький та занклійський яруси). Колектори — пісковики з високою (17—26 %) пористістю.
Розробка Ферлей почалась у 1972 році зі встановлення бурової платформи FADP-1. Буріння на блоці, що містить запаси газу, стартувало через десять років зі встановлення п'ятої бурової платформи. На початку 2000-х видобуті нафта і конденсат проходили первинну підготовку на чотирьох виробничих платформах, після чого спрямовувались для подальшої дегідрації та стабілізації на береговий комплекс у Серіа. Підготовку та компремування газу забезпечує комплекс на свердловині Fairley-4. Надалі газ постачається на завод Бруней ЗПГ, до якого від Ферлей та сусіднього родовища Південно-Західна Ампа проклали два газопроводи діаметром 700 мм. Всього в ході розробки Ферлей до середини 1990-х пробурили понад 60 свердловин.
Запаси Ферлей оцінюються у 31 млн м3 нафти, 4 млн м3 конденсату та 56 млрд м3 газу.